# Notruf Hafenkante
Notruf Hafenkante, (em Portugal, Hamburgo 112), é uma série policial de televisão alemã produzido desde 2006 pela ZDF.
Em Portugal é transmitido pelo AXN, sendo que a primeira temporada estreou em 13 de Outubro (22 episódios), a segunda em 12 de Novembro (25 episódios) e a terceira temporada em 17 de Dezembro de 2009 (25 episódios). Actualmente está a ser transmitida a 4ª temporada.